# Unione montana del Bassanese
L'unione montana del Bassanese (già unione montana Valbrenta e poi unione montana Brenta) è un'unione montana veneta della provincia di Vicenza.
È stata costituita dopo la soppressione della comunità montana Valbrenta. Comprende in tutto cinque comuni, distribuiti lungo il canale di Brenta.
- Bassano del Grappa
- Romano d'Ezzelino
- Valbrenta
- Pove del Grappa
- Solagna

Il comune di Romano d'Ezzelino, ha fatto parte dell'ex comunità montana fino al 2014; aveva poi annunciato di non partecipare alla neonata unione montana, per poi comunque entrarvi nel 2020.
Dopo l'istituzione del comune di Valbrenta nel 2019, l'unione montana ha cambiato nome (da Valbrenta a Brenta) per evitare confusioni col nome del nuovo comune.
Dal 2 dicembre 2020 la sede dell'unione montana viene trasferita da Carpanè Valbrenta a Bassano del Grappa in via Vittorelli.